# Franc Črnugelj
Franc Črnugelj (partizansko ime Zorko), slovenski general in zgodovinopisec, * 5. junij 1921, Grabrovec, † 15. oktober 2013, Beograd.

## Življenjepis
Franc se je rodil očetu Marku, ki je bil železniški delavec in materi Ani, rojeni Slobodnik. Osnovno šolo je obiskoval v Črnučah, nato pa se je leta 1936 vpisal v vojaško tehnično šolo v Kragujevcu. Po kapitulaciji Jugoslavije leta 1941 je pobegnil v Slovenijo, kjer so ga konec maja 1941 v Kamniku ujeli Nemci in ga zaprli. Najprej je bil zaprt v Kamniku, nato pa v Škofovih zavodih v Šentvidu. Od tam je pobegnil in se v Ljubljani pridružil OF. Maja 1942 se je pridružil partizanom, kjer je postal komandir čete v Belokranjskem odredu. Avgusta se je s četo priključil k Tomšičevi brigadi, kjer je še naprej opravljal isto nalogo. 
Februarja 1943 je bil poslan na Primorsko, kjer je bil dodeljen Južnoprimorskemu odredu. Ta se je kmalu preformiral v Gregorčičevo brigado, Črnugelj pa je postal politkomisar bataljona v novo ustanovljeni brigadi. 
Brigada je pod vodstvom Jake Avšiča leta 1943 odšla v Beneško Slovenijo, Franc Črnugelj pa se je julija 1943 vrnil v Slovenijo in postal sekretar Tolminskega okrožnega odbora mladine. Po kapitulaciji Italije se je pridružil bataljonu Andreja Manfrede in kasneje Soški brigadi, kjer je prevzel naloge političnega komisarja. Kmalu je bil imenovan za poveljnika štaba Briško-beneškega odreda Gregorčičeve brigade.
Februarja 1944 je s 30. divizijo NOVJ kot politični komisar 18. bazoviške brigade ponovno odšel v Beneško Slovenijo.
Po osvoboditvi je postal komandant mesta Koper, politkomisar Tržaškega oz. Videmskega vojnega področja. Nato je dokončal vojaško šolanje in bil imenovan za generalnega direktorja treh vojnih in civilnih podjetij. Kot generalmajor je deloval tudi kot načelnik uprave Tehnične službe GŠ JLA.
Kasneje se je posvetil zgodovinopisju in je napisal več knjig z vojnozgodovinsko tematiko iz obdobja NOB.